# Джой (фільм, 2015)
«Джой» (англ. Joy) — американський біографічний комедійно-драматичний фільм, знятий Девідом Расселлом. В український широкий прокат стрічка вийшла 21 січня 2016 року. Фільм розповідає про непросте життя підприємиці й винахідниці Джой Мангано, історія заснована на реальній людині.

## Сюжет
В центрі сюжету — Джой, яка загрузла в побуті й непростих відносинах родичів. Вона патентує свій винахід і хоче продавати новий товар, але справа життя змушена пройти через світ комерції. Успіх супроводжують зради й розчарування, союзники та противники міняються місцями, і лише внутрішня сила й покладання на себе допомагають головній героїні пройти всі перешкоди і стати лідеркою.

## Критика
На думку кінокритиків, фільму не вдалось вповні передати креативні ідеї щодо ведення бізнесу. Однак стрічка не була на це налаштована. Режисер та актори у комічній та ірочній формах передаюють реалії американських сімей. Стрічка містить відсилання до міфу проамериканську мрію та мотиви фемінізму. Спершу режисер картини всіляко намагається його спростувати, та на завершення фільму глядачі розуміють, що даний міф лише утвердився.
У сюжеті яскраво зображено мистецтво переконати купувати товар за допомогою реклами та маркетингу. З шармом та іронією водночас змальовано історію становення бренду. Героїня Джой Мангано трансформується з домогосподарки в підприємицю, управительку фінасів та менеджерку. І тепер її головна задача - витримати конкуренцію на ринку численних пропозицій.

## У ролях
- Дженніфер Лоуренс — Джой Мангано
- Роберт де Ніро — Руді Мангано[6]
- Бредлі Купер — Ніл Волкер
- Едгар Рамірес — Тоні Міранн
- Даян Ледд — Мімі
- Вірджинія Медсен — Террі Мангано
- Деша Поланко — Джекі
- Елізабет Рьом — Пеггі Мангано
  - Медісон Вулф — Пеггі в дитинстві
- Ізабелла Росселліні — Труді
- Сьюзан Луччі — Даніка
- Донна Міллз — Прісцилла
- Меліса Ріверс — Джоан Ріверз

## Виробництво

### Фільмування
Почалися в лютому 2015 року після того, як Роберт де Ніро завершив зніматися у фільмі «Хтивий дідусь».

## Визнання
| Нагороди та номінації фільму «Джой» | Нагороди та номінації фільму «Джой»                | Нагороди та номінації фільму «Джой»   | Нагороди та номінації фільму «Джой» | Нагороди та номінації фільму «Джой» | Нагороди та номінації фільму «Джой» |
| Рік                                 | Нагорода                                           | Категорія                             | Номінант                            | Результат                           | Дж                                  |
| ----------------------------------- | -------------------------------------------------- | ------------------------------------- | ----------------------------------- | ----------------------------------- | ----------------------------------- |
| 2016                                | 73-тя церемонія вручення нагороди «Золотий глобус» | Найкращий фільм — комедія або мюзикл  | стрічка                             | Номінація                           | [ 7 ]                               |
| 2016                                | 73-тя церемонія вручення нагороди «Золотий глобус» | Найкраща акторка — комедія або мюзикл | Дженніфер Лоуренс                   | Перемога                            | [ 7 ]                               |
| 2016                                | 88-а церемонія вручення нагороди «Оскар»           | Найкраща акторка                      | Дженніфер Лоуренс                   | Номінація                           | [ 8 ]                               |